# Bronisław Huberman

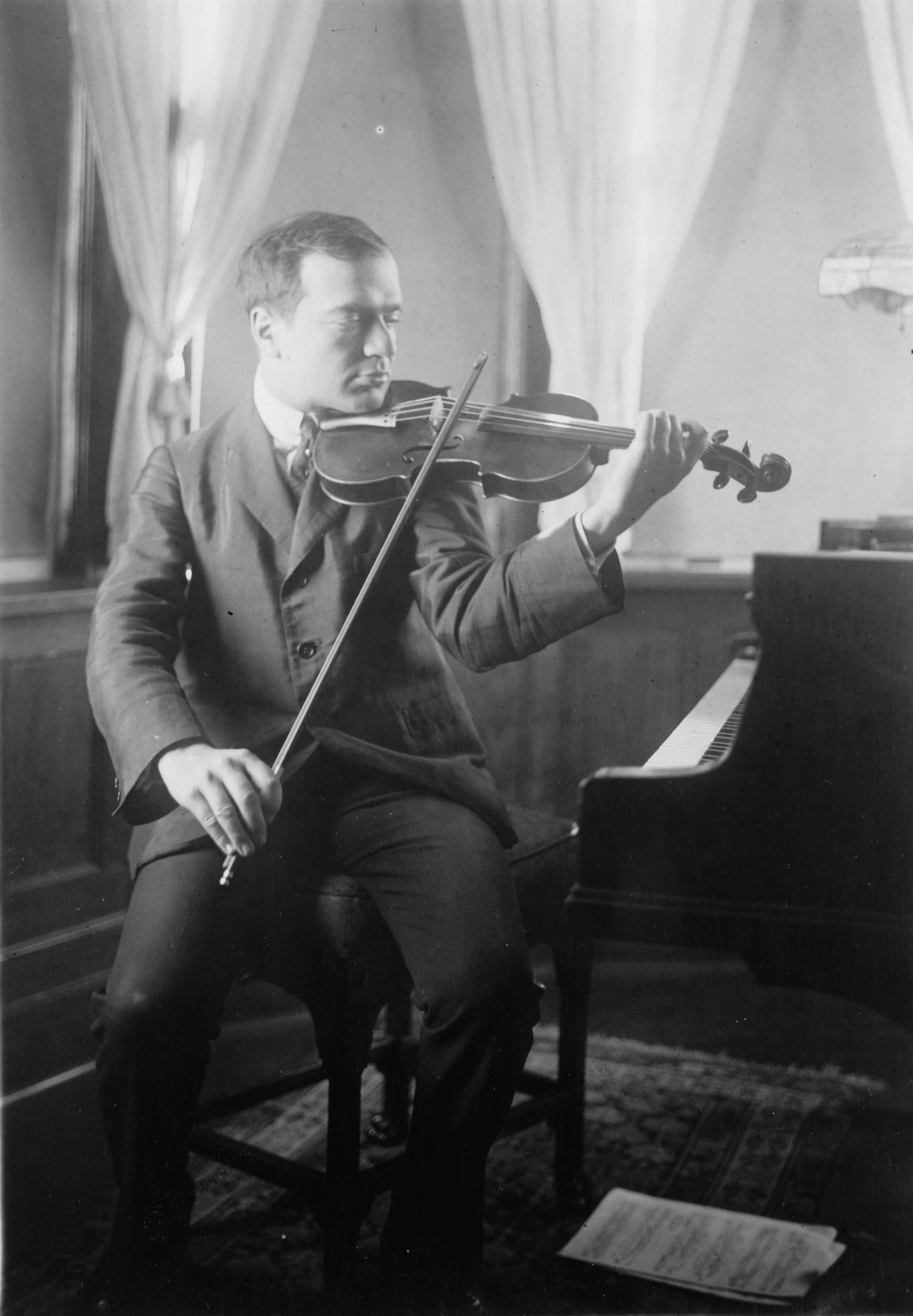

Bronisław Huberman (Częstochowa, 19 december 1881 - Corsier-sur-Vevey (Zwitserland), 15 juni 1947) was een Poolse violist.

## Jeugd en opleiding
Huberman werd in een welgestelde Pools-Joodse familie geboren. Hij gaf al op jeugdige leeftijd blijk van zijn muzikale talent en gold als wonderkind. Hij studeerde bij Mieczyslaw Michalowicz aan het conservatorium van Warschau, waarna hij leerling werd van Isidor Lotto in Parijs. In 1892 verhuisde hij naar Berlijn, waar Joseph Joachim zijn leermeester werd. Hij maakte in de Duitse hoofdstad furore met zijn vertolkingen van de virtuoze vioolconcerten van Louis Spohr en Henri Vieuxtemps. Een jaar later maakte hij een concertreis naar Nederland en België. Hier ontmoette hij de pianist Artur Rubinstein, met wie hij de rest van zijn leven bevriend zou blijven. In 1894 speelde hij in Londen tijdens het afscheidsgala van de sopraan Adelina Patti.
Vanaf zijn veertiende beschouwde hij zijn opleiding als voltooid. Zijn weldoener, de Poolse graaf Jan Zamoyski, zorgde er vervolgens voor dat hij een Stradivarius tot zijn beschikking kreeg.

## Carrière
Hubermans toon en interpretatiekunst maakten hem al snel befaamd. In 1896 speelde hij het vioolconcert van Johannes Brahms in het bijzijn van de componist, die diep onder de indruk bleek van het spel van de vijftienjarige. Hij trad in de volgende jaren op in talrijke Europese landen en ook in de Verenigde Staten. 
Naast zijn werk als solist bij orkesten, maakte hij furore als vertolker van kamermuziek. Hij maakte onder meer tournees met cellist Pablo Casals en pianist Ignaz Friedman. Ook plaatopnamen werden door dit trio gemaakt.
In 1936 richtte hij het Palestijns Orkest op, een voorloper van het Israëlisch Philharmonisch Orkest. In 1940 maakte hij hiermee een tournee door Egypte, waar het orkest onder leiding van Ignaz Neumark concerten gaf in Caïro en Alexandrië en koning Faroek als beschermheer optrad. Huberman zegde er andere concerten voor af.
Door de oorlog was het daarna niet mogelijk naar zijn huis in Zwitserland terug te keren. Dat lukte pas in 1945. Huberman was toen zwaar overwerkt en zou daarvan niet meer herstellen.

## Viool
Zijn viool werd wel de Gibson-Stradivarius genoemd, naar een vorige bespeler, de Britse violist George Alfred Gibson. Al in 1919 werd het instrument in Wenen gestolen. De politie vond het na enkele dagen terug. In 1936 werd het in New York nogmaals gestolen. Nu duurde het tot 1985 voor het werd ontdekt. De dief van toen, Julian Altman, bekende op zijn sterfbed de Stradivarius te hebben gestolen. De viool werd teruggevonden en na een uitgebreide restauratie in 1988 voor 1,2 miljoen dollar verkocht aan de Britse violist Norbert Brainin. Sinds 2001 is de Amerikaanse violist Joshua Bell eigenaar van het instrument.
- Bibsys: 12054371
- Bibliothèque nationale de France: cb138953763 (data)
- CiNii: DA1102426X
- Gemeinsame Normdatei: 129680788
- International Standard Name Identifier: 0000 0001 0955 4323
- Library of Congress Control Number: n81132077
- Nationale Bibliotheek van Letland: 000067015
- MusicBrainz: 5fc287ba-2332-4f28-a13e-00b265972e93
- Nationale Bibliotheek van Tsjechië: xx0051322
- Nationale Bibliotheek van Israël: 987007262960005171
- Nationale en Universitaire bibliotheek Zagreb: 000684305
- Nederlandse Thesaurus van Auteursnamen: 104819731
- LIBRIS: 137126
- SNAC: w67d34x1
- Système universitaire de documentation: 200540734
- Virtual International Authority File: 306179268
- WorldCat: E39PBJqqB7vY9yrQMTgQp3DQbd